# Crimson-Shell
Crimson-Shell (クリムゾン·シェル?) è un manga di Jun Mochizuki, pubblicato sulla rivista Monthly GFantasy di Square Enix tra il 2005 e il 2006 e poi raccolto in un volume tankōbon.

## Trama
Claudia la Strega della Rosa, fondatrice della Conchiglia Cremisi (una squadra speciale della Rosa Rossa il cui scopo è quello di catturare le Rose Nere, create da uno spietato scienziato pazzo), viene salvata dallo spadaccino Xeno durante una missione. In seguito la lealtà del ragazzo verrà messo in discussione per non aver rispettato degli ordini e Claudia diventa insicura se è fedele alla sua squadra o che possa essere una spia per le Rose Nere.

## Personaggi
Claudia la Strega della Rosa
È la protagonista femminile, nonché l'unica rosa rossa conosciuta esistente. Si ritrova tradita da Xeno e insicura su cosa credere prima di essere persuasa dai suoi compagni membri di Conchiglia Cremisi, inizia a indagare sulla "Biblioteca Secondaria" e capire le intenzioni di Xeno. Dopo un confronto con Shion Liddell, lo uccide con la Falce della morte e successivamente cade in uno stato comatoso dopo aver appreso che Xeno ha perso la vita.
Xeno
È il protagonista maschile e l'interesse amoroso accennato di Claudia. È il suo protettore secondo i suoi termini e le ha fatto una promessa di proteggerla sempre da coloro che negano la sua esistenza.
Shion Liddell
È il principale antagonista. Shion è il Jet Rose, il leader delle Rose Nere, e temporaneamente un membro della Divisione Conchiglia Cremisi sotto mentite spoglie per rintracciare Claudia e rubare la "Gemma Premier" nella speranza di tornare da suo "padre" dai suoi "fratelli". Nello scontro finale tra lui, Xeno, Claudia e Robin, viene colpito da proiettili magici da Claudia. Tuttavia, il suo destino alla fine rimane sconosciuto poiché il suo corpo non è mai stato trovato.
Wilhelm
È il protettore della Rosa Rossa, che proteggerà per sempre la vita di Claudia a causa di un contratto speciale. Quando la lealtà è stata messa in discussione, Wilhelm ha agito di proposito come un alleato del traditore Chief Officer Bathler e della sua assistente in posa Victoria, al fine di comprendere i meccanismi dietro i loro piani per rubare il Premier Seed. È lui che uccide Victoria e un bagnante infetto durante lo scontro.
Ruskin
È un membro della squadra Conchiglia Cremisi che tiene molto a Claudia sebbene a volte lo prende, scherzosamente, in giro.
Les
È un membro della squadra "Conchiglie Cremisi" . È costantemente visto in giro per Melissa e Robin, così come Ruskin a volte. Quando Ruskin non riesce a presentarsi e incontrare Les una notte, quest'ultimo, preoccupato per il suo amico, si precipita a cercarlo e lo salva dalla presa di Victoria e Bathler con l'aiuto di Wilhelm.
Robin Wingfield
È un membro più giovane delle Conchiglie Cremisi, che ha uno stretto rapporto con gli altri membri; Les e Melissa, che non è mai stata presa sul serio nell'organizzazione. Robin ha aiutato Claudia a indagare sul laboratorio abbandonato dallo scienziato pazzo e a  combattere Xeno dopo aver scoperto che era stato avvelenato dal leader delle Rose Nere, il Jet Rose. Robin è stato messo fuori combattimento da Xeno durante lo scontro, anche se in seguito è stato salvato da Wilhelm dopo la distruzione del laboratorio.
Melissa
È un membro della divisione Conchiglia Cremisi delle Rose Rosse, permettendole così di avere uno stretto legame con la strega delle rose rosse, Claudia. Spesso in coppia con altri membri della sua divisione, Robin Wingfield e Les, Melissa non è considerata con lo stesso tipo di rispetto di molti dei suoi colleghi a causa del suo comportamento giovane e giocoso.
Gerhart Bathler
È il capo ufficiale della divisione Conchiglia Cremisi. Nonostante ciò, Bathler ha aiutato le Rose Nere a infiltrarsi nel quartier generale di Rose Rosse mentre aveva Victoria in posa come sua assistente. Nonostante credesse che fosse un utile alleato delle Rose Nere, Victoria lo usò come scudo quando Wilhelm cercò di spararle, usando il suo veleno per trasformarlo in uno degli Infetti in modo che potesse attaccare Ruskin e Les mentre combatteva contro Wilhelm. Fu presto ucciso dai due.
Baines
È un dirigente aziendale delle Rose Rosse che si avventura nella squadra delle Conchiglie Cremisi quando scopre che qualcuno si è infiltrato nelle Rose Rosse e che stanno guidando le Rose Nere all'inseguimento della "Gemma Premier" di Claudia.
Victoria
È l'antagonista secondario. È sia la collega di Shion Liddell che il suo più stretto familiare tra le Rose Nere, scegliendo di aiutarlo a rubare la Gemma Premier di Claudia nella speranza che lo faccia sentire meglio con se stesso. Mentre è sotto copertura al quartier generale della Rosa Rossa, si atteggia a segretaria dell'ufficiale capo della divisione della Conchiglia Cremisi, Gerhart Bathler. Tuttavia questa facciata viene abbandonata dopo aver ucciso Bathler, rapito Ruskin e tentato di convincere Wilhelm a unirsi al fianco delle Rose Nere. I suoi tentativi si sono rivelati fallimentari quando viene uccisa da Wilhelm, ammettendo solo pochi istanti prima che stava semplicemente guadagnando tempo con Shion.
Scienziato Pazzo
Era uno scienziato che ha creato le mutazioni della rosa viste in Crimson-Shell. Sebbene amasse tutte le sue creazioni, adorava di più la Rosa Cremisi. Dopo aver perso completamente la testa, si è lasciato alle spalle il laboratorio e le Rose Nere, provocando una grande antipatia per la Rosa Cremisi che ha rubato la sua attenzione. Lo scienziato ha anche creato la falce della morte, un'arma che uccide specificamente coloro che sono mutazioni della rosa.

## Pubblicazione
Crimson-Shell è stato scritto da Jun Mochizuki e pubblicato dalla Square Enix sulla rivista Monthly GFantasy a partire dal 2005. L'opera è stata interrotta nel 2006 e i capitoli sono stati raccolti in un volume tankōbon. Il manga è stato edito in Nord America da Yen Press.